# Persone di cognome Walter
| Questa pagina contiene informazioni ricavate automaticamente dalle voci biografiche con l'ausilio del template Bio e di un bot. L'aggiornamento è periodico e automatico e ricostruisce completamente la pagina. Se manca una persona in questa lista, sei pregato di non aggiungerla, ma accertati piuttosto che la sua voce biografica contenga il template Bio e che i dati anagrafici siano correttamente compilati. Se il template Bio manca, inseriscilo tu stesso o, in alternativa, metti l'avviso {{tmp\|Bio}} che ne segnala la mancanza. Se i dati riportati sono sbagliati, correggi direttamente la voce biografica; le modifiche saranno visibili in questa lista entro pochi giorni. Per chiarimenti vedi il progetto antroponimi. La lista contiene solo le 54 persone che sono citate nell'enciclopedia e per le quali è stato implementato correttamente il template Bio. Pagina aggiornata al 7 ago 2025. |

Questa è una lista di persone presenti nell'enciclopedia che hanno il cognome Walter, suddivise per attività principale.

## Allenatori di calcio(1)
- Tim Walter, allenatore di calcio e ex calciatore tedesco (Bruchsal, n. 1975)

## Architetti(1)
- Thomas Walter, architetto statunitense (Filadelfia, n. 1804 - Filadelfia, † 1882)

## Astronauti(1)
- Ulrich Walter, ex astronauta e fisico tedesco (Iserlohn, n. 1954)

## Attori(3)
- Herwig Walter, attore tedesco (Hannover, n. 1911 - Abenberg, † 1986)
- Robin Walter, attore tedesco (Dortmund, n. 1994)
- Tracey Walter, attore statunitense (Jersey City, n. 1947)

## Attrici(2)
- Harriet Walter, attrice britannica (Londra, n. 1950)
- Jessica Walter, attrice e doppiatrice statunitense (New York, n. 1941 - New York, † 2021)

## Botanici(2)
- Walter Migula, botanico polacco (Żyrowa, n. 1863 - Eisenach, † 1938)
- Thomas Walter, botanico statunitense (n. 1740 - † 1789)

## Calciatori(8)
- Rémi Walter, calciatore francese (Essey-lès-Nancy, n. 1995)
- Fritz Walter, calciatore tedesco (Kaiserslautern, n. 1920 - Enkenbach-Alsenborn, † 2002)
- Fritz Walter, ex calciatore tedesco (Mannheim, n. 1960)
- Horst Walter, calciatore tedesco orientale (Oberbobritzsch, n. 1939 - Dresda, † 2015)
- Jakob Walter, calciatore svizzero (n. 1885 - † 1966)
- Manfred Walter, ex calciatore tedesco orientale (Wurzen, n. 1937)
- Marius Walter, calciatore francese (Carvin, n. 1927 - Meulan-en-Yvelines, † 2020)
- Ottmar Walter, calciatore tedesco (Kaiserslautern, n. 1924 - Kaiserslautern, † 2013)

## Canottieri(1)
- Hans Walter, canottiere svizzero (n. 1889 - Stansstad, † 1967)

## Cestisti(1)
- Ja'Kobe Walter, cestista statunitense (McKinney, n. 2004)

## Compositori(1)
- Johann Walter, compositore e cantore tedesco (Kahla, n. 1496 - Torgau, † 1570)

## Direttori d'orchestra(1)
- Bruno Walter, direttore d'orchestra, pianista e compositore tedesco (Berlino, n. 1876 - Beverly Hills, † 1962)

## Drammaturghi(1)
- Eugene Walter, commediografo statunitense (Cleveland, n. 1874 - Hollywood, † 1941)

## Ginnasti(1)
- Josef Walter, ginnasta svizzero (n. 1901 - Zurigo, † 1973)

## Giocatori di football americano(4)
- Andrew Walter, ex giocatore di football americano statunitense (Scottsdale, n. 1982)
- Austin Walter, giocatore di football americano statunitense (Crosby, n. 1996)
- Kevin Walter, giocatore di football americano statunitense (Lake Forest, n. 1981)
- Matt Walter, ex giocatore di football americano canadese (Calgary, n. 1989)

## Giornalisti(1)
- Jess Walter, giornalista e scrittore statunitense (n. 1965)

## Giuristi(2)
- Georg Walter, giurista tedesco (Zalewo, n. 1420 - Greifswald, † 1475)
- Robert Walter, giurista austriaco (Vienna, n. 1931 - Vienna, † 2010)

## Hockeisti su ghiaccio(1)
- Jaroslav Walter, hockeista su ghiaccio cecoslovacco (Sobědraž, n. 1939 - Bratislava, † 2014)

## Imprenditori(2)
- Benedetto Walter, imprenditore italiano
- John Walter, imprenditore britannico (Londra, n. 1738 - Teddington, † 1812)

## Ingegneri(1)
- Hellmuth Walter, ingegnere e inventore tedesco (Wedel, n. 1900 - Montclair, † 1980)

## Medici(1)
- Hermann von Walter, medico, batteriologo e esploratore tedesco (Ērģeme, n. 1864 - Isola Kotel'nyj, † 1901)

## Modelle(1)
- Marie-Thérèse Walter, modella francese (Le Perreux-sur-Marne, n. 1909 - Juan-les-Pins, † 1977)

## Neuroscienziati(1)
- William Grey Walter, neurofisiologo britannico (Kansas City, n. 1910 - Bristol, † 1977)

## Pallavolisti(1)
- Norbert Walter, pallavolista tedesco (Berlino, n. 1975)

## Pattinatrici artistiche su ghiaccio(1)
- Hanna Walter, ex pattinatrice artistica su ghiaccio austriaca (n. 1939)

## Pattinatrici di short track(1)
- Bianca Walter, pattinatrice di short track tedesca (Dresda, n. 1990)

## Poetesse(1)
- Silja Walter, poetessa e religiosa svizzera (Rickenbach, n. 1919 - Würenlos, † 2011)

## Politici(1)
- Riccardo Walter, politico e partigiano italiano (Schio, n. 1895 - Schio, † 1980)

## Produttori discografici(1)
- Cirkut, produttore discografico e compositore canadese (Halifax, n. 1986)

## Sciatrici alpine(1)
- Jessica Walter, ex sciatrice alpina liechtensteinese (Vaduz, n. 1984)

## Slittiniste(1)
- Steffi Walter, slittinista tedesca orientale (Schlema im Erzgebirge, n. 1962 - † 2017)

## Slittinisti(1)
- Michael Walter, slittinista tedesco orientale (Pirna, n. 1959 - † 2016)

## Sollevatori(1)
- Max Walter, sollevatore tedesco (Metz, n. 1905 - Duisburg, † 1987)

## Storiche(1)
- Ingeborg Walter, storica, scrittrice e traduttrice tedesca (Norimberga, n. 1934)

## Storici(1)
- Gérard Walter, storico francese (n. 1896 - Parigi, † 1974)

## Tuffatrici(1)
- Annika Walter, ex tuffatrice tedesca orientale (Rostock, n. 1975)

## Vescovi cattolici(1)
- Hubert Walter, vescovo cattolico e politico inglese (West Dereham - Canterbury, † 1205)

## Senza attività specificata(2)
- Anton Walter, austriaco (Neuhausen auf den Fildern, n. 1752 - Vienna, † 1826)
- Lucy Walter, britannica († 1658)